# Arcidiecéze Gaeta
Arcidiecéze Gaeta (latinsky Archidioecesis Caietana) je římskokatolická diecéze v italském regionu Lazio, která je bezprostředně podřízena Svatému Stolci a tvoří součást Církevní oblasti Lazio.  V jejím čele stojí biskup Luigi Vari, jmenovaný papežem Františkem v roce 2016.

## Historie
V průběhu 5. století je doložena diecéze Formia, ale vzhledem k tomu, že v 8. století vzrostl vliv města Gaeta, biskupové přesídlili tam a diecéze byla v 9. stlletí definitivně přejmenována na gaetskou. V roce 1848 ji papež Pius IX. povýšil na arcidiecézi, která byla - stejně jako předchozí diecéze - bezprostředně podřízena Sv. Stolci (diecéze nullius).